# Schizophragma basalis
Schizophragma basalis är en stekelart som beskrevs av Dmitriy Alekseevich Ogloblin 1949. Schizophragma basalis ingår i släktet Schizophragma och familjen dvärgsteklar. Inga underarter finns listade i Catalogue of Life.